# Atari MEGA ST
Atari MEGA ST (MEGA ST) је професионални рачунар, производ фирме Атари (Atari) који је почео да се израђује у САД током 1987. године.
Користио је Motorola MC 68000 као централни микропроцесор а RAM меморија рачунара MEGA ST је имала капацитет од 1 / 2 / 4 MB. 
Као оперативни систем кориштен је TOS + GEM.

## Детаљни подаци
Детаљнији подаци о рачунару MEGA ST су дати у табели испод.
|                       |                                                                     |
| [ 1 ]                 |                                                                     |
| Произвођач            | Атари                                                               |
| Тип                   | професионални рачунар                                               |
| Меморија              | 1 / 2 / 4 MB                                                        |
| Поријекло             | Сједињене Америчке Државе                                           |
| Година                | 1987                                                                |
| Тастатура             |                                                                     |
| Процесор              |                                                                     |
| Фреквенција процесора | 8                                                                   |
| RAM                   | 1 / 2 / 4 MB                                                        |
| ROM                   | 192                                                                 |
| Текст                 | 40 или 80 знакова x 25 линија (битмап графика)                      |
| Графика               | 320 x 200 / 640 x 200 / 640 x 400                                   |
| Боја                  | 16 (320 x 200), 4 (640 x 200), монохроматски (640 x 400) између 512 |
| Звук                  | 3 канала, 8 октава, програмибилни генератор звука                   |
| Димензије             | 216 x 180 x 50mm / 836gr                                            |
| Портови               |                                                                     |
| Оперативни систем     |                                                                     |